# Prove multiple

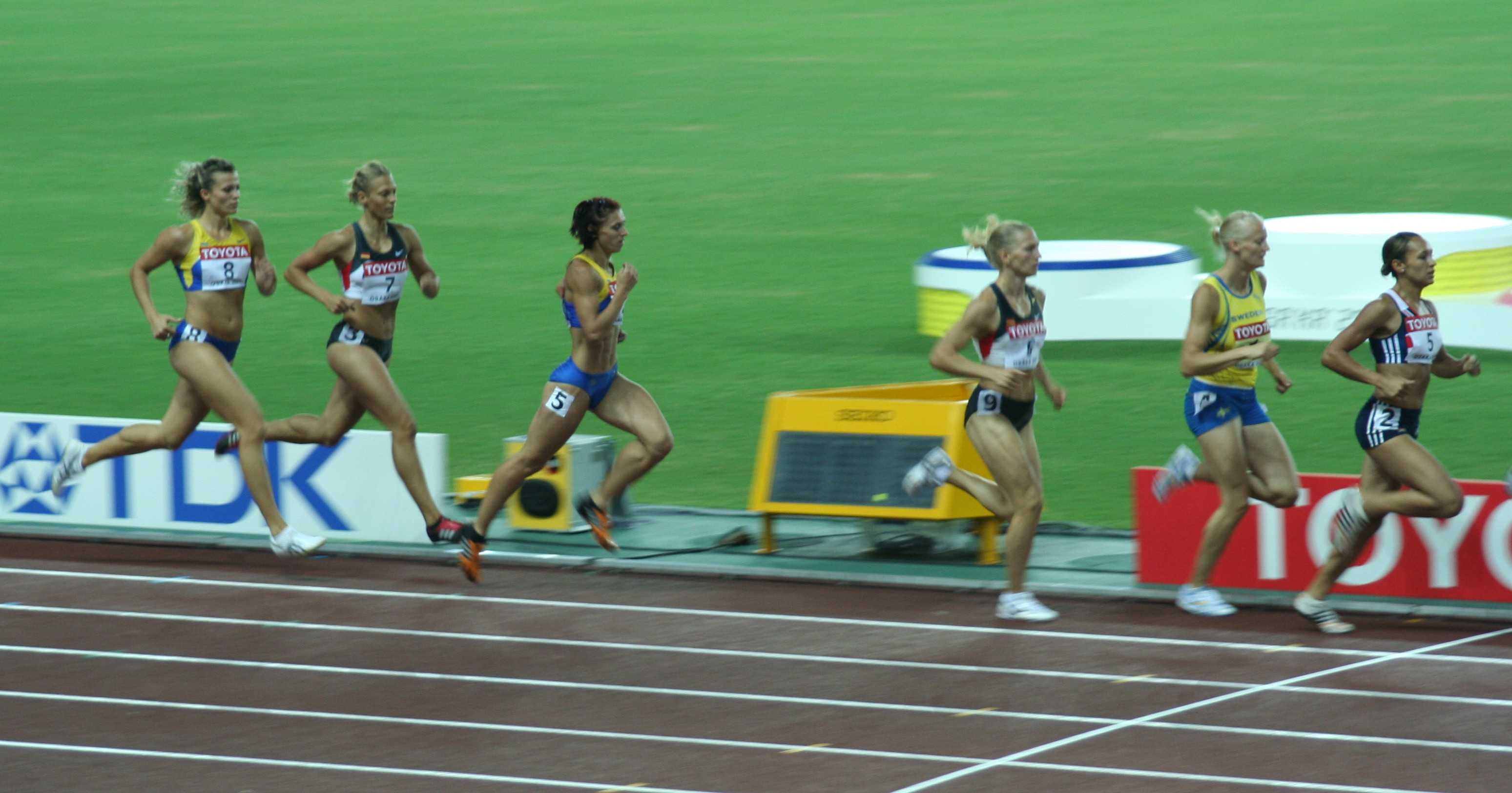
L'arrivo di una prova degli 800 m piani, gara conclusiva dell'eptathlon femminile

Nell'atletica leggera le prove multiple sono quelle gare costituite da due o più discipline atletiche.
L'elenco ufficiale delle prove multiple ratificate dalla World Athletics prevede il decathlon per gli uomini e l'eptathlon per le donne; successivamente è stato inserito anche il decathlon femminile.
Per quanto riguarda le prove indoor è previsto l'eptathlon per gli uomini e il pentathlon per le donne.

## Composizione delle prove multiple per le varie categorie
Per ogni categoria nell'atletica leggera, corrisponde un numero diverso di competizioni che compongono una gara di prove multiple.
- Ragazzi/e: triathlon (60 m hs, salto in alto e lancio del vortex oppure 60 m, salto in lungo e getto del peso) o tetrathlon (60 m, salto in lungo, lancio del vortex e 600 m)
- Cadetti: esathlon (100 m hs, salto in alto, lancio del giavellotto, salto in lungo, lancio del disco e 1000 m)
- Cadette: pentathlon (80 m hs, salto in alto, lancio del giavellotto, salto in lungo e 600 m)
- Categorie assolute uomini:
  - Outdoor: decathlon (100 m, salto in lungo, getto del peso, salto in alto, 400 m, 110 m hs, lancio del disco, salto con l'asta, lancio del giavellotto e 1500 m)
  - Indoor: eptathlon (60 m, salto in lungo, getto del peso, salto in alto, 60 m hs, salto con l'asta e 1000 m)
- Categorie assolute donne: 
  - Outdoor: eptathlon (100 m hs, salto in alto, getto del peso, 200 m, salto in lungo, lancio del giavellotto e 800 m)
  - Indoor: pentathlon (getto del peso, salto in alto, 60 m hs, salto in lungo e 800 m)